# Agrupación musical

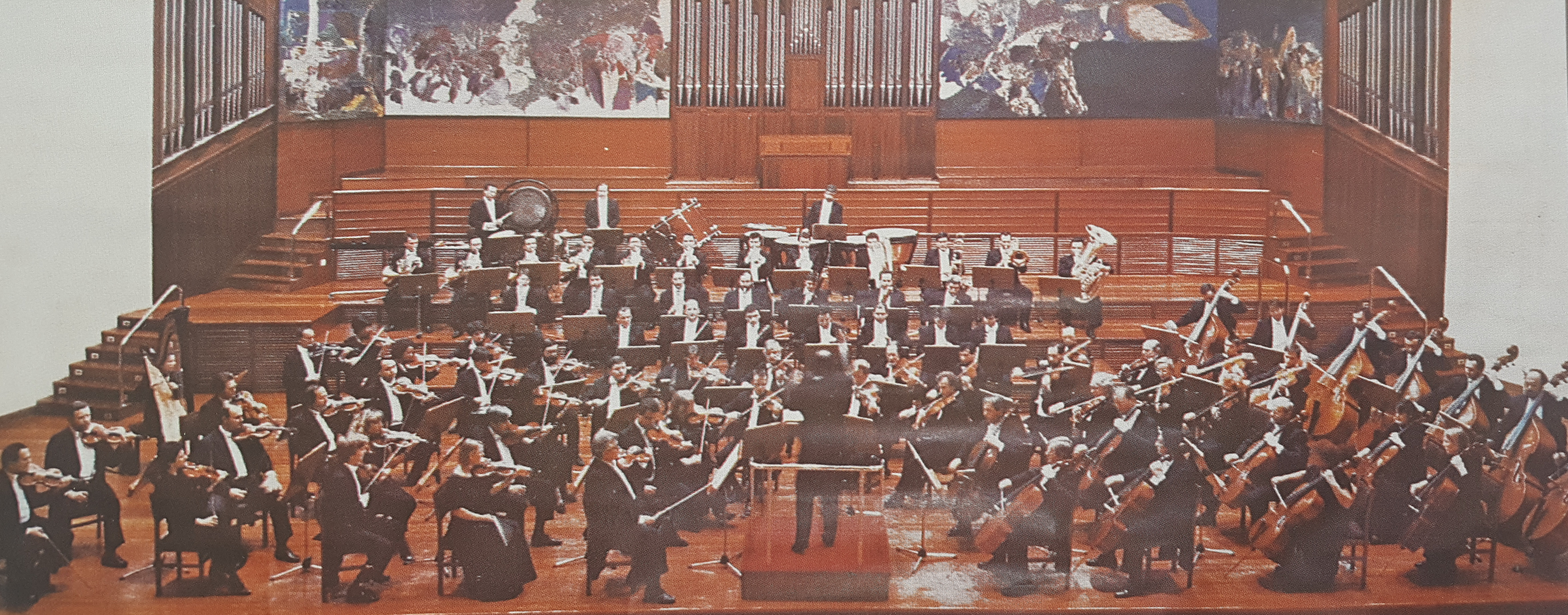
Orquesta sinfónica.

En música, una agrupación, conjunto, grupo o banda se refiere a dos o más personas que, a través de la voz o de instrumentos musicales, interpretan obras musicales pertenecientes a diferentes géneros y estilos.

## Agrupación musical
Una agrupación, conjunto, ensamble, banda o grupo musical se refiere a un equipo de dos o más personas que, a través de la voz o de instrumentos musicales, interpretan obras musicales pertenecientes a diferentes géneros y estilos.
En cada género musical se han ido conformando diferentes normas o tradiciones respecto al número de integrantes, tipo y cantidad de instrumentos, y repertorio de obras musicales a ejecutar por estos grupos:

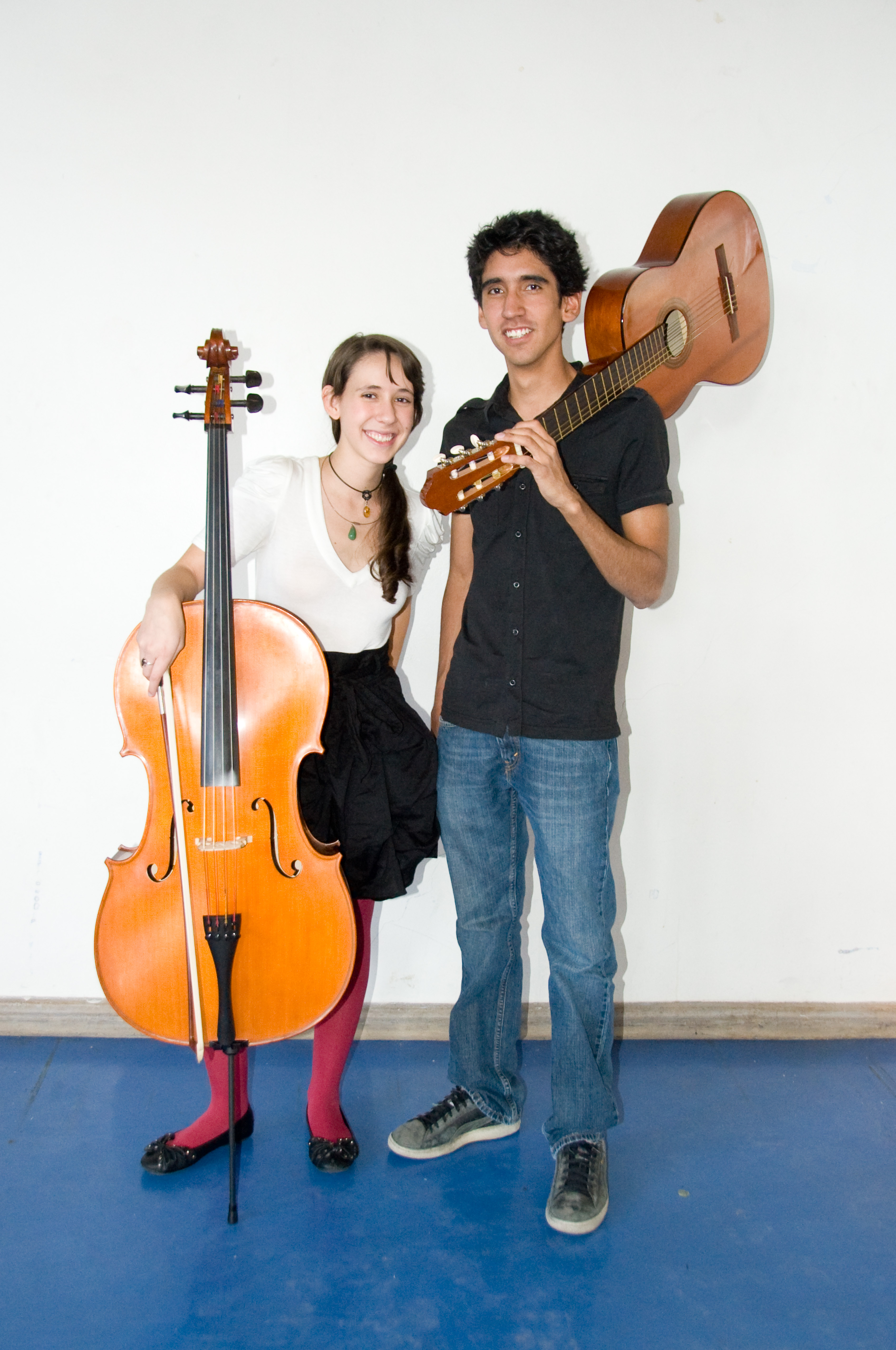
Estudiantes del Instituto Tecnológico y de Estudios Superiores de Monterrey, Campus Ciudad de México.

- Estudiantes del Instituto Tecnológico y de Estudios Superiores de Monterrey, Campus Ciudad de México.En la música clásica cabe distinguir principalmente entre estas:
  - El conjunto de cámara: pequeño grupo de instrumentistas, como pueden ser los tríos, cuartetos, quintetos, sexteto, septeto y octeto. Pueden mezclar instrumentos musicales de diferentes características, como lo son la familia de cuerdas, la de viento y la de percusión, o utilizar los instrumentos de una sola familia. En tríos, son típicas las combinaciones de violín - flauta traversa - piano, violín - clarinete - piano, o violín - piano - violonchelo, mientras en cuartetos el más habitual es el cuarteto de cuerda. Entre los conjuntos de cámara de renombre internacional cabe citar el Paganini Quartet, el grupo Seizansha[cita requerida], el Trío Musicalia, Stradivariuss, el Trío Iucundam, etc.
  - La orquesta de cámara: pequeña orquesta de entre 10 y 20 miembros aproximadamente. Además de por su tamaño, se distingue de la orquesta sinfónica en que cada músico toca una parte única, y en que no hay un director. Suelen estar formadas principalmente por instrumentos de cuerda más algún instrumento de otro tipo (teclado, viento...).
  - Las orquesta sinfónica o filarmónica: agrupación grande en la que normalmente están presentes las tres familias de instrumentos (cuerdas, vientos y percusión), acompañadas a veces de un solista (piano, voz...) o de un coro.
- En bandas de música, ya sean profesionales, municipales, militares o de otro tipo, se conforma un conjunto de viento metal (trompetas, trombones, cornetas...), viento madera (flautas, clarinetes, oboes...), y percusión (tambores, bombos, platillos...). Desde hace unos años se han incorporado otros instrumentos de estas tres familias como tubas, bombardinos, fliscornos, etc. Mencionar por último el caso de algunas bandas, como las sinfónicas, que añaden también instrumentos de cuerda.
- En grupos de jazz, se agrupan instrumentos solistas generalmente de viento (uno o más saxofones, trompetas, flautas incluso clarinetes), instrumentos acórdicos (guitarra, piano u órgano), un instrumento bajo (bajo eléctrico o contrabajo), y un instrumento rítmico percusivo (generalmente la batería). Cuando es una formación con muchos miembros y cuentan con un director se les denomina orquestas de jazz o big bands.

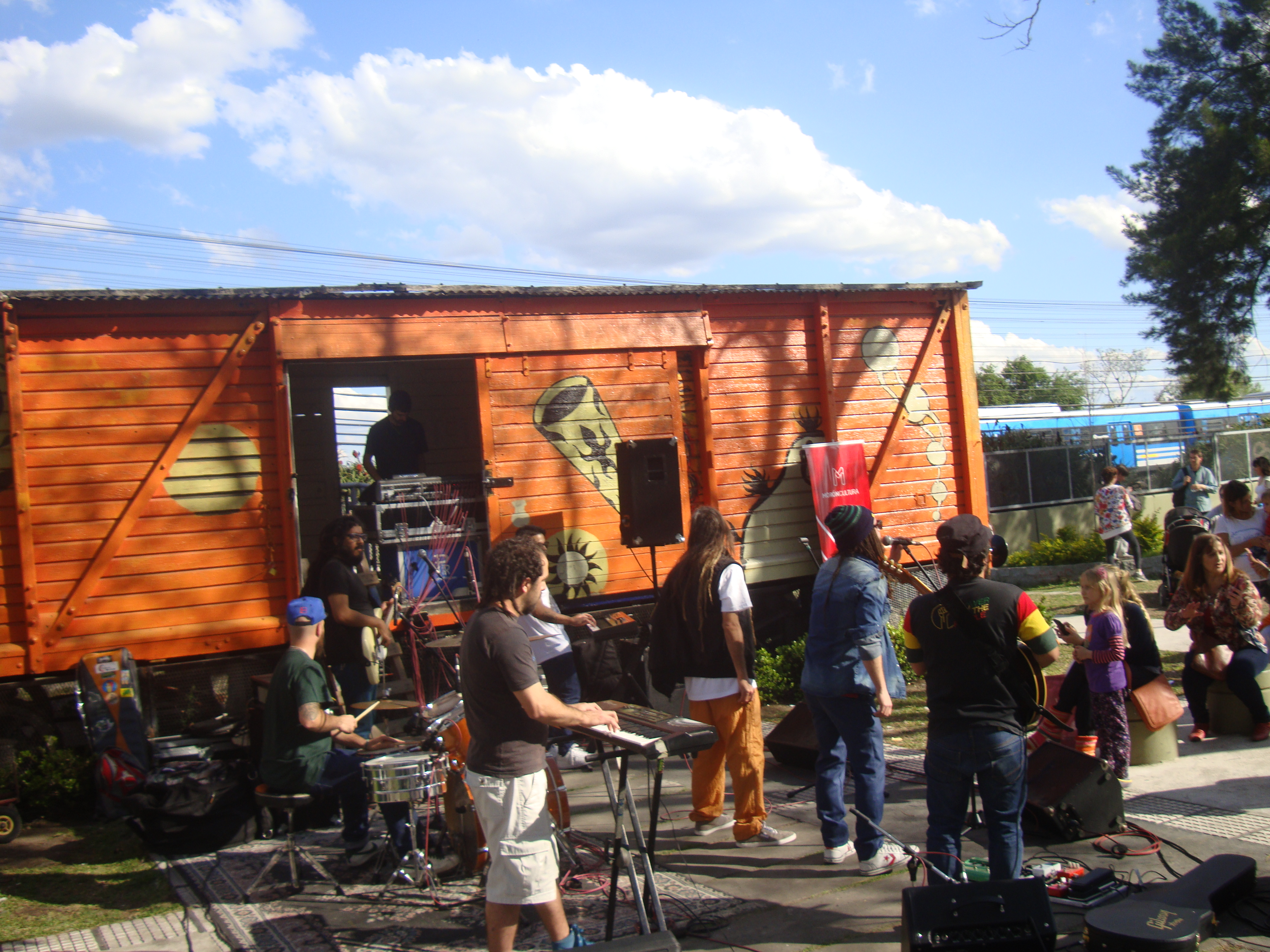
Banda tocando en plaza.

- En conjuntos de pop/rock, normalmente se usan una o dos guitarras (las cuales pueden ser eléctricas o acústicas), bajo eléctrico, teclados de diferente índole como sintetizadores, pianos electrónicos u órganos electrónicos, y batería o caja de ritmos. Incluyen también vocalista y coristas, que pueden simultanear esa función con la de tocar un instrumento.
- En música tradicional, las agrupaciones pueden ser vocales o instrumentales, y los instrumentos son los típicos de la región a la que pertenece dicha agrupación. No se emplean instrumentos eléctricos, salvo que se trate de una formación de música folk (música folclórica moderna).
- Agrupación vocal: aquella formada exclusiva o principalmente por voces. Existen tanto en el ámbito de la música clásica como de la popular, y pueden ser desde un simple cuarteto hasta un gran coro.

## Pedagogía
Desde el punto de vista "pedagógico", el trabajo de ensamble significa aprender a tocar junto con otros músicos, desarrollando la capacidad de "oír", comprender los diferentes códigos establecidos, poder seguir las indicaciones del director del ensamble y demás.